# Universal Windows Platform
Universal Windows Platform (Deutsch etwa Universelle Windows-Plattform), kurz auch UWP, ist der Name einer Laufzeitumgebung für Anwendungen, die unter Windows 10 und Windows 11 ausgeführt werden können. Entsprechend werden derartige Anwendungen als Universal Windows Platform Apps oder UWP Apps bezeichnet.

## Allgemeines
Die UWP stellt eine Weiterentwicklung der mit Windows 8 eingeführten Windows Runtime dar. Basierend auf der UWP ist es möglich, eine Anwendung mit ein und derselben Codebasis für unterschiedliche Klassen von Zielgeräten zu entwickeln und im Windows Store bereitzustellen. Die Zielgeräte können beispielsweise Smartphone, Tablet, Desktop-PC etc. sein. UWP-Anwendungen lassen sich mit den Sprachen C#, Visual Basic .NET, Visual C++ und JavaScript entwickeln und mit dem in Visual Studio 2015 enthaltenen Ahead-of-time-Compiler .NET Native kompilieren. Die erste Visual-Studio-Version, die das Entwickeln von UWP-Apps ermöglichte, war Visual Studio 2013 Service Pack 2.

## Funktionen
UWP-Apps stellen auch für den Benutzer unter Windows einen zweiten Anwendungstyp neben den klassischen Desktop-Anwendungen dar, die sich in Einzelheiten, z. B. bei Bedienungs- und Sicherheitskonzept, stark unterscheiden. Der Begriff UWP-Apps hatte mehrere Vorläuferbezeichnungen, seit mit Windows 8 erstmals der Windows Store eingeführt wurde: Windows Store apps, modern apps, Metro apps.
Die Funktionen einer UWP-App umfassen mehrere Aspekte. Ein besonderes Merkmal ist die Sicherheit, da UWP-Apps explizit deklarieren, auf welche Ressourcen und Daten eines Geräts sie zugreifen möchten. Hierbei ist die Zustimmung des Benutzers erforderlich, um den Zugriff zu autorisieren. Ein weiteres Merkmal ist die universelle API-Nutzung. UWP-Apps können eine gemeinsame API auf allen Geräten nutzen, auf denen Windows als Betriebssystem ausgeführt wird. Dies ermöglicht eine konsistente Funktionalität über verschiedene Plattformen hinweg. Diese Apps können gerätespezifische Funktionen verwenden und ihre Benutzeroberfläche an verschiedene Bildschirmgrößen, Auflösungen und DPI-Werte anpassen. Sie können problemlos installiert und auch wieder deinstalliert werden, ohne das System negativ zu beeinflussen. UWP-Apps können Live-Kacheln, Push-Benachrichtigungen und Benutzeraktivitäten nutzen, um mit der Windows-Zeitachse [Windows Timeline] sowie der Funktion „Weitermachen, wo Sie aufgehört haben“ von Cortana zu interagieren. Bei der Gestaltung der Benutzeroberfläche stehen verschiedene Technologien wie WinUI, XAML, HTML oder DirectX zur Auswahl.